# Rock Valley
Rock Valley és una població dels Estats Units a l'estat d'Iowa. Segons el cens del 2000 tenia 2.702 habitants.

## Demografia
Segons el cens del 2000, Rock Valley tenia 2.702 habitants, 1.124 habitatges, i 750 famílies. La densitat de població era de 617,3 habitants/km².
Dels 1.124 habitatges en un 29,4% hi vivien nens de menys de 18 anys, en un 59,8% hi vivien parelles casades, en un 5,2% dones solteres, i en un 33,2% no eren unitats familiars. En el 30,9% dels habitatges hi vivien persones soles el 16,5% de les quals corresponia a persones de 65 anys o més que vivien soles. El nombre mitjà de persones vivint en cada habitatge era de 2,38 i el nombre mitjà de persones que vivien en cada família era de 3.
Per edats la població es repartia de la següent manera: un 25,4% tenia menys de 18 anys, un 9,6% entre 18 i 24, un 24,4% entre 25 i 44, un 18,3% de 45 a 60 i un 22,3% 65 anys o més.
L'edat mediana era de 38 anys. Per cada 100 dones de 18 o més anys hi havia 89,8 homes.
La renda mediana per habitatge era de 36.967 $ i la renda mediana per família de 45.074 $. Els homes tenien una renda mediana de 31.219 $ mentre que les dones 20.833 $. La renda per capita de la població era de 19.660 $. Entorn de l'1,9% de les famílies i el 4,1% de la població estaven per davall del llindar de pobresa.

## Poblacions més properes
El següent diagrama mostra les poblacions més properes.